# Miyada
Miyada (宮田村?) è un villaggio giapponese della prefettura di Nagano.